# Omicidio di Francesco Cusano

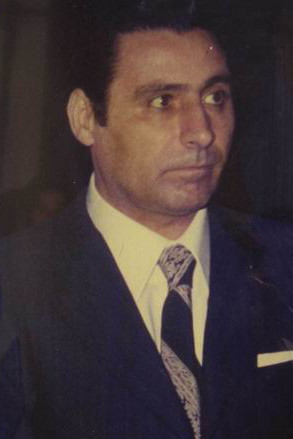
Francesco Cusano

L’omicidio di Francesco Cusano è un fatto di cronaca nera a sfondo terroristico avvenuto a Biella il 1º settembre 1976 e la cui vittima fu il vicequestore aggiunto Francesco Cusano.

## L'omicidio
Francesco Cusano, nato ad Ariano di Puglia nel 1925, in servizio antidroga a Biella, intorno alle 19:45 del 1º settembre 1976 stava effettuando un controllo insieme al suo collaboratore, l'appuntato Primo Anceschi, sugli occupanti di una Fiat 131 con targa della provincia di Milano; notata un'irregolarità nella patente di guida del conduttore (intestata a un certo Francesco Calippo e in seguito rivelatasi falsa), Cusano lo invitò a scendere dall'automobile e a recarsi nel vicino commissariato di Pubblica Sicurezza per accertamenti, ma questi, una volta sceso dal veicolo, estrasse un'arma da fuoco e sparò contro Cusano, colpendolo al petto; il collega Anceschi, che aveva invece avuto il tempo per mettersi al riparo dietro a un'altra vettura, rispose al fuoco senza tuttavia riuscire a impedire la fuga dei due criminali.
Cusano morì sull'ambulanza che lo stava portando in ospedale, mentre gli addetti ai rilevamenti trovarono sul selciato due bossoli di proiettile calibro 7,65 Parabellum. La targa della 131 risultò rubata a una Fiat 850 di Milano intestata a una persona estranea ai fatti.

## Indagini

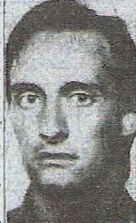
Lauro Azzolini, uno dei responsabili dell'omicidio

Le prime risultanze delle indagini, dovute sia all'analisi della dinamica della sparatoria che alla circostanza della targa e dei documenti di identità falsificati, indussero gli inquirenti a cercare gli autori del crimine negli ambienti del terrorismo, in particolare quello rosso, e alla conclusione che l'omicidio non fu programmato bensì deciso al momento per evitare le conseguenze di un'identificazione in commissariato.
Una settimana più tardi i due criminali (uno dei quali, l'esecutore materiale dell'omicidio, identificato come il brigatista rosso Lauro Azzolini grazie al riconoscimento fotografico effettuato dai suoi stessi genitori, residenti in un comune in provincia di Reggio nell'Emilia) furono visti a Monza a bordo di una Fiat 128 targata Torino da due guardie giurate che riferirono pure che uno dei due occupanti del veicolo mostrava un mitra.
L'8 giugno 1978, nel pieno del clamore mediatico del recentissimo caso del rapimento e dell’uccisione di Aldo Moro, Azzolini fu rinviato a giudizio in contumacia dalla procura di Biella; quanto al suo complice, la sua identità era ancora ignota a due anni dall'omicidio.
Il 1º ottobre 1978 la polizia fece irruzione in quattro covi delle BR a Milano, sequestrando materiale vario, armi e procedendo a nove arresti, tra cui — nel covo di via Monte Nevoso — quello di Azzolini, nel frattempo indiziato di aver fatto parte del gruppo coinvolto nel caso Moro; il 4 febbraio 1979, ancora a Milano, in una retata congiunta DIGOS-Carabinieri in cui furono arrestati cinque brigatisti, le forze dell'ordine catturarono il secondo attentatore, i cui documenti attestavano la falsa identità di Pietro Sicca, ma che risultò in effetti essere Calogero Diana, trentenne originario della provincia di Torino, detenuto per reati comuni ma convertitosi alla lotta armata durante il periodo in carcere in cui venne a contatto con alcuni brigatisti rossi ed entrato in clandestinità quando non rientrò per un permesso; anche Diana, come Azzolini, fu riconosciuto da uno dei suoi genitori.

## Processo
Il processo in assise contro Azzolini — componente della colonna BR “Alasia” — e Diana iniziò a Novara il 30 gennaio 1981; la vedova e il figlio di Cusano si costituirono parte civile; dopo una settimana di dibattimento il pubblico ministero chiese 30 anni di detenzione per entrambi gli imputati, che il tribunale concesse.
Azzolini fu poi condannato all'ergastolo per altri reati connessi alle attività della colonna "Alasia" mentre Diana, anch'egli condannato al carcere a vita per altre attività terroristiche, evase dall'ospedale di Novara il 23 settembre 1986, ma fu catturato nuovamente a Milano il 6 dicembre successivo.
Azzolini — tra l'altro responsabile insieme a Franco Bonisoli della gambizzazione del giornalista Indro Montanelli a Milano il 2 giugno 1977 — in seguito si dissociò dalla lotta armata ed, entrato in regime di semilibertà, iniziò attività di volontariato sociale presso la Compagnia delle Opere.
In quello stesso anno Cusano fu insignito di medaglia d'oro al valor civile alla memoria.